# Euleptes europaea
Euleptes europaea е вид влечуго от семейство Sphaerodactylidae. Видът е почти застрашен от изчезване.

## Разпространение
Разпространен е в Италия, Тунис и Франция.